# دوبرونیتسه و بخینی
دوبرونیتسه و بخینی (به چکی: Dobronice u Bechyně) یک منطقهٔ مسکونی در جمهوری چک است که در منطقه تابور واقع شده‌است. دوبرونیتسه و بخینی ۸٫۲۹ کیلومتر مربع مساحت و ۱۰۹ نفر جمعیت دارد و ۴۴۰ متر بالاتر از سطح دریا واقع شده‌است.